# Franco Alfonso
Franco Tomás Alfonso (Haedo, Buenos Aires; 4 de mayo de 2002) es un futbolista argentino. Se desempeña como delantero y su equipo actual es Central Córdoba (SdE) de la Primera División de Argentina.

## Trayectoria

### River Plate
Surgido de las inferiores del Club Atlético River Plate, el 24 de septiembre de 2022 formó parte del banco de Primera, en un partido frente a Talleres de Córdoba.
El 22 de diciembre de 2022 debutó de manera extraoficial en un partido de carácter amistoso contra Unión La Calera. El partido terminó en victoria 4 a 3 para el equipo chileno en la tanda de penaltis tras el empate 0 a 0.
Debutó oficialmente el 28 de enero de 2023 en la victoria 2-0 cómo visitante frente a Central Córdoba.

### Huracán
El 7 de agosto de 2023 fue cedido a Huracán por 18 meses sin cargo pero opción de compra. El 3 de noviembre anotaría el primer gol de su carrera justamente contra River en la victoria 2-1 correspondiente a la fecha 12 de la Copa de la Liga Profesional.

### Central Córdoba (SdE)
El 31 de enero de 2025 fue cedido a Central Córdoba.

## Estadísticas

### Clubes
| Club | Div.                | Temporada           | Liga         | Liga         | Liga         | Copas Nacionales (1) | Copas Nacionales (1) | Copas Nacionales (1) | Copas Internacionales (2) | Copas Internacionales (2) | Copas Internacionales (2) | Total | Total | Total  | Medida goleadora(3) |
| Club | Div.                | Temporada           | Part.        | Goles        | Asist.       | Part.                | Goles                | Asist.               | Part.                     | Goles                     | Asist.                    | Part. | Goles | Asist. | Medida goleadora(3) |
| --- | ------------------- | ------------------- | ------------ | ------------ | ------------ | -------------------- | -------------------- | -------------------- | ------------------------- | ------------------------- | ------------------------- | ----- | ----- | ------ | ------------------- |
| River Plate Argentina |                     |                     |              |              |              |                      |                      |                      |                           |                           |                           |       |       |        |                     |
| 1.ª | 2023                | 5                   | 0            | 0            | 2            | 0                    | 0                    | Inexistentes         | Inexistentes              | Inexistentes              | 7                         | 0     | 0     | 0,00   |                     |
| Total club | Total club          | 5                   | 0            | 0            | 2            | 0                    | 0                    | 0                    | 0                         | 0                         | 7                         | 0     | 0     | 0,00   |                     |
| Huracán Argentina | 1.ª                 | 2023                | Inexistentes | Inexistentes | Inexistentes | 15                   | 2                    | 1                    | Inexistentes              | Inexistentes              | Inexistentes              | 15    | 2     | 1      | 0,13                |
| Huracán Argentina | 1.ª                 | 2024                | 13           | 0            | 0            | 17                   | 0                    | 1                    | Inexistentes              | Inexistentes              | Inexistentes              | 30    | 0     | 1      | 0,00                |
| Huracán Argentina | Total club          | Total club          | 13           | 0            | 0            | 32                   | 2                    | 2                    | 0                         | 0                         | 0                         | 45    | 2     | 2      | 0,04                |
| Central Córdoba (SdE) Argentina |                     |                     |              |              |              |                      |                      |                      |                           |                           |                           |       |       |        |                     |
| 1.ª | 2025                | 7                   | 0            | 0            | 1            | 0                    | 0                    | 4                    | 0                         | 0                         | 12                        | 0     | 0     | 0,00   |                     |
| Total club | Total club          | 7                   | 0            | 0            | 1            | 0                    | 0                    | 4                    | 0                         | 0                         | 12                        | 0     | 0     | 0,00   |                     |
| Total en su carrera | Total en su carrera | Total en su carrera | 25           | 0            | 0            | 35                   | 2                    | 2                    | 4                         | 0                         | 0                         | 64    | 2     | 2      | 0,03                |
| (1) Las copas nacionales se refiere a la Copa Argentina, a la Copa de la Liga Profesional y el Trofeo de Campeones. (2) Las copas internacionales se refiere a la Copa Libertadores y la Copa Sudamericana. (3) Media de goles por encuentro. No incluye goles en partidos amistosos. |                     |                     |              |              |              |                      |                      |                      |                           |                           |                           |       |       |        |                     |

## Palmarés

### Títulos nacionales
| Título           | Equipo            | País      | Año  |
| ---------------- | ----------------- | --------- | ---- |
| Primera División | C. A. River Plate | Argentina | 2023 |